# Alpesisí az 1994. évi téli olimpiai játékokon
Az 1994. évi téli olimpiai játékokon az alpesisí versenyszámait a Kvitfjellen és a Hafjellen rendezték meg február 13. és 27. között.

## Éremtáblázat
(A rendező nemzet eltérő háttérszínnel, az egyes számoszlopok legmagasabb értéke, vagy értékei vastagítással kiemelve.)
| Az 1994. évi téli olimpiai játékok éremtáblázata alpesisíben | Az 1994. évi téli olimpiai játékok éremtáblázata alpesisíben | Az 1994. évi téli olimpiai játékok éremtáblázata alpesisíben | Az 1994. évi téli olimpiai játékok éremtáblázata alpesisíben | Az 1994. évi téli olimpiai játékok éremtáblázata alpesisíben | Olimpia  |
| ------------------------------------------------------------ | ------------------------------------------------------------ | ------------------------------------------------------------ | ------------------------------------------------------------ | ------------------------------------------------------------ | -------- |
|                                                              | Ország                                                       | Arany                                                        | Ezüst                                                        | Bronz                                                        | Összesen |
| 1.                                                           | Németország (GER)                                            | 3                                                            | 1                                                            | 0                                                            | 4        |
| 2.                                                           | Egyesült Államok (USA)                                       | 2                                                            | 2                                                            | 0                                                            | 4        |
| 3.                                                           | Norvégia (NOR)                                               | 1                                                            | 2                                                            | 2                                                            | 5        |
| 4.                                                           | Svájc (SUI)                                                  | 1                                                            | 2                                                            | 1                                                            | 4        |
| 5.                                                           | Olaszország (ITA)                                            | 1                                                            | 1                                                            | 2                                                            | 4        |
| 6.                                                           | Ausztria (AUT)                                               | 1                                                            | 1                                                            | 1                                                            | 3        |
| 7.                                                           | Svédország (SWE)                                             | 1                                                            | 0                                                            | 0                                                            | 1        |
|                                                              |                                                              |                                                              |                                                              |                                                              |          |
| 8.                                                           | Oroszország (RUS)                                            | 0                                                            | 1                                                            | 0                                                            | 1        |
|                                                              |                                                              |                                                              |                                                              |                                                              |          |
| 9.                                                           | Szlovénia (SLO)                                              | 0                                                            | 0                                                            | 3                                                            | 3        |
| 10.                                                          | Kanada (CAN)                                                 | 0                                                            | 0                                                            | 1                                                            | 1        |
|                                                              |                                                              |                                                              |                                                              |                                                              |          |
| Összesen                                                     | Összesen                                                     | 10                                                           | 10                                                           | 10                                                           | 30       |

## Érmesek

### Férfi
| Az 1994. évi téli olimpiai játékok érmesei férfi alpesisíben |                                       |         |                                      |         |                                                 |         |
| Versenyszám                                                  | Arany                                 | Arany   | Ezüst                                | Ezüst   | Bronz                                           | Bronz   |
| Összetett                                                    | Lasse Kjus · Norvégia (NOR)           | 3:17,53 | Kjetil André Aamodt · Norvégia (NOR) | 3:18,55 | Harald Christian Strand Nilsen · Norvégia (NOR) | 3:19,14 |
| Lesiklás                                                     | Tommy Moe · Egyesült Államok (USA)    | 1:45,75 | Kjetil André Aamodt · Norvégia (NOR) | 1:45,79 | Ed Podivinsky · Kanada (CAN)                    | 1:45,87 |
| Műlesiklás                                                   | Thomas Stangassinger · Ausztria (AUT) | 2:02,02 | Alberto Tomba · Olaszország (ITA)    | 2:02,17 | Jure Košir · Szlovénia (SLO)                    | 2:02,53 |
| Óriás-műlesiklás                                             | Markus Wasmeier · Németország (GER)   | 2:52,46 | Urs Kälin · Svájc (SUI)              | 2:52,48 | Christian Mayer · Ausztria (AUT)                | 2:52,58 |
| Szuperóriás-műlesiklás                                       | Markus Wasmeier · Németország (GER)   | 1:32,53 | Tommy Moe · Egyesült Államok (USA)   | 1:32,61 | Kjetil André Aamodt · Norvégia (NOR)            | 1:32,93 |

### Női
| Az 1994. évi téli olimpiai játékok érmesei női alpesisíben |                                        |         |                                         |         |                                    |         |
| Versenyszám                                                | Arany                                  | Arany   | Ezüst                                   | Ezüst   | Bronz                              | Bronz   |
| Összetett                                                  | Pernilla Wiberg · Svédország (SWE)     | 3:05,16 | Vreni Schneider · Svájc (SUI)           | 3:05,29 | Alenka Dovžan · Szlovénia (SLO)    | 3:06,64 |
| Lesiklás                                                   | Katja Seizinger · Németország (GER)    | 1:35,93 | Picabo Street · Egyesült Államok (USA)  | 1:36,59 | Isolde Kostner · Olaszország (ITA) | 1:36,85 |
| Műlesiklás                                                 | Vreni Schneider · Svájc (SUI)          | 1:56,01 | Elfi Eder · Ausztria (AUT)              | 1:56,35 | Katja Koren · Szlovénia (SLO)      | 1:56,61 |
| Óriás-műlesiklás                                           | Deborah Compagnoni · Olaszország (ITA) | 2:30,97 | Martina Ertl-Renz · Németország (GER)   | 2:32,19 | Vreni Schneider · Svájc (SUI)      | 2:32,97 |
| Szuperóriás-műlesiklás                                     | Diann Roffe · Egyesült Államok (USA)   | 1:22,15 | Szvetlana Gladiseva · Oroszország (RUS) | 1:22,44 | Isolde Kostner · Olaszország (ITA) | 1:22,45 |